# Trollface
Trollface是一个带着顽皮微笑的暴走漫画迷因形象，用来象征网络白目。它是最老和最广为人知的暴走漫画角色之一。  

## 历史
Trollface是由18岁的Oakland学院学生Carlos Ramirez在2008年9月19日使用微软绘图工具绘制的。这张毫无意义的整蛊图片被投递到Ramirez的DeviantArt页面“Whynne”,上面，并被称作 Trolls。Ramirez将这张图片投递到了4chan网站的贴图讨论版上，许多用户开始分享这张图片。在接下来的几个月当中，Ramirez的作品作为通用的表情符号和变幻多样的暴走漫画角色，很快在4chan上吸引了大量的流量。Trollface同样在2009年传播到了Reddit论坛和市井字典当中，还传播到了互联网上其它的图片网站，例如Imgur和Facebook。
2021 年 3 月，Ramirez 宣布他将要把TrollFace出售为非同质化货币。

## 用法
Trollface 展示了一个网络白目的形象，一种把自己的快乐建立在捉弄其它互联网用户的人。 Ramirez的原创漫画嘲讽了这类人物 ，然而，该图片被网络白目广泛使用。  Trollface 被描述为互联网上的吐舌头。 该图像通常伴随着诸如“Problem?”之类的短语或者“You mad,bro?”。

## 版权
2015 年 4 月 8 日， Kotaku发表了一篇对Ramirez关于Trollface的深度采访文章， 在文章中，Ramirez估计，自2010 年 7 月 27 日在美国版权局注册 Trolls以来，他已赚取了超过 100,000 美元的许可费和与 Trollface 相关的其他收入，包括由零售连锁 Hot Topic 销售的印有Troll的衬衫的许可，其月收入在高峰期高达 15,000 美元。
此外，Ramirez还交代了为何要删除Wii U的视频游戏 Meme Run ，其原因是将 Trollface 列为主角，侵犯了版权。   Trollface 受版权保护，但未注册商标。 

## 影响

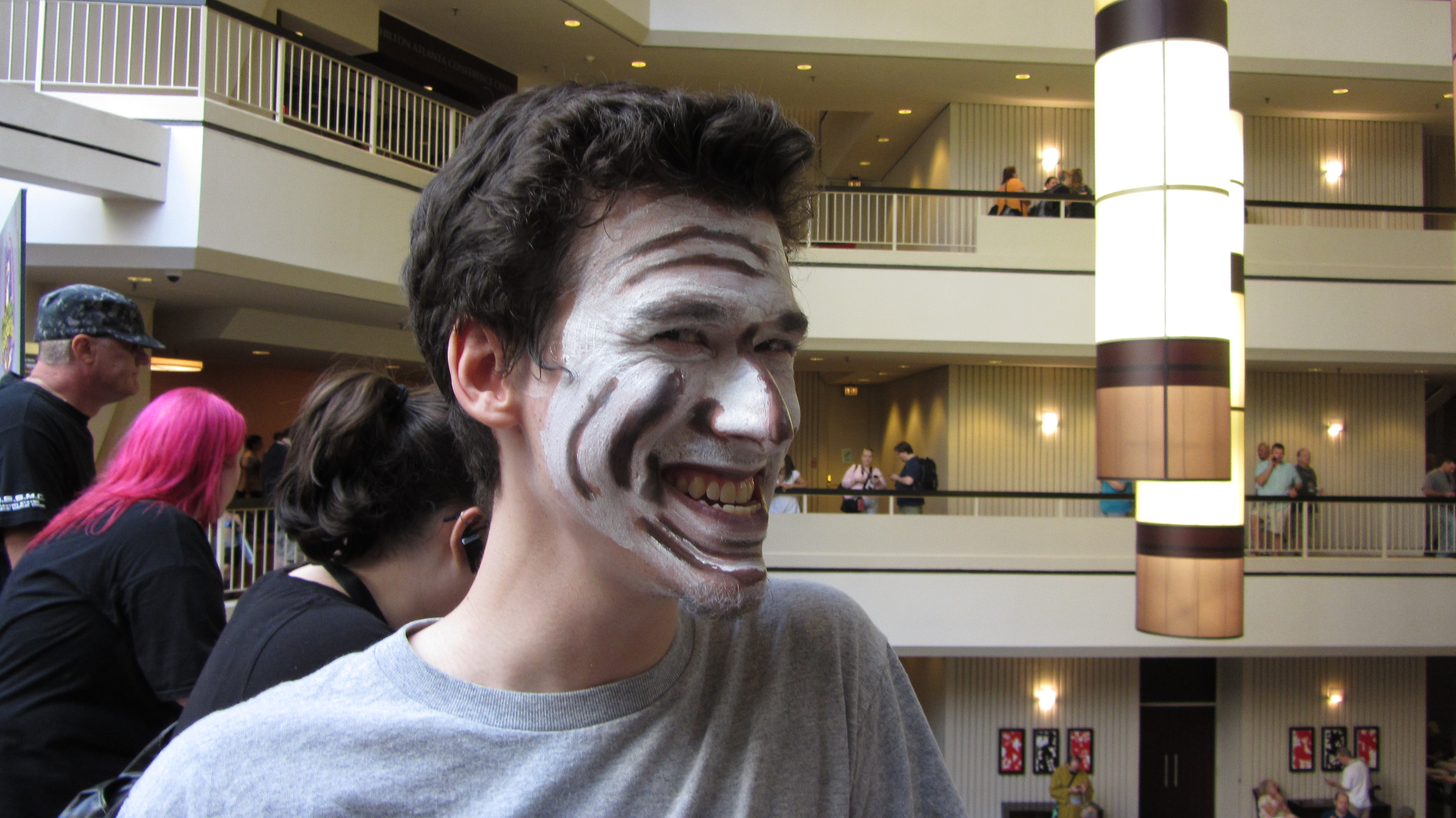
在 Dragon Con 2011 上 化妆成Trollface的男人

Trollface 被La Tercera描述为“迷因之父”。 墨西哥城博物馆Museo del Meme展出了Trollface的半身像。 
2012 年 3 月，一段网络爆红视频展示了一个带有 Trollface 和“Problem?”字样的横幅。被土耳其球队Eskişehirspor的球迷用来抗议规则改变。 
在黑镜剧集“闭嘴跳舞”中，勒索者不顾受害者的服从，泄露受害者的秘密后，向 Trollface 发送了照片。
2021 年 2 月，丽贝卡·布莱克(Rebecca Black) 发行了她 2011 年歌曲“星期五”的混音版，以庆祝其发布 10 周年，这首歌的音乐视频包含了包括 Trollface 在内的多个暴走漫画人物